# تفيحات ومشيمشات (حلقوم)
تفيحات ومشيمشات هي حلوى تشبه راحة الحلقوم، وترتبط بولاية واشنطن الأمريكية. طُورت الحلوى لأول مرة في عام 1918 من مزارعي التفاح كوسيلة للتخلص من المحاصيل الفائضة. فشلت محاولة عام 2009 لتعيين "تفيحات ومشيمشات" قانونيًا الحلوى الرسمية لواشنطن بسبب المنافسة الإقليمية بين المشرعين من المنطقتين الجغرافيتين الثقافيتين في الولاية.

## الوصف
التفيحات والمشيمشات عبارة عن حلويات صغيرة تشبه الجيلي تحتوي على الجوز ومغطاة بالسكر البودرة. تشبه في المذاق والقوام راحة الحلقوم، وربما الفكرة تبلورت منها حيث تعتمد عليها، ولكن البكتين الموجود في الفاكهة يعمل كعامل مثخن. تُصنع التفيحات من التفاح والمشيمشات من المشمش.